# Anadevidia peponis
Anadevidia peponis là một loài bướm đêm trong họ Noctuidae.